# 杰米·拉塞尔
杰米·拉塞尔（英語：Jamie Russell，1952年4月23日—），加拿大男子篮球运动员。他曾代表加拿大获得1976年夏季奥运会男子篮球比赛第四名。他也参加了1974年世界篮球锦标赛。